# Bradley Chubb
Bradley Austin Chubb (Marietta, 24 giugno 1996) è un giocatore di football americano statunitense che milita nel ruolo di outside linebacker per i Miami Dolphins della National Football League (NFL).

## Carriera universitaria
Chubb al college giocò a football alla North Carolina State University dal 2014 al 2017. Nell'ultima stagione mise a segno 72 tackle e 10 sack, venendo premiato unanimemente come All-American e ricevendo il Bronko Nagurski Trophy e il Ted Hendricks Award come miglior difensore del college football.
Vittorie e premi
- Bronko Nagurski Trophy (2017)
- Difensore dell'anno della ACC (2017)
- First-team All-ACC (2017)
- Ted Hendricks Award (2017)
- Unanimous All-American (2017)

## Carriera professionistica

### Denver Broncos
Chubb era considerato da diverse pubblicazioni come uno dei migliori difensori selezionabili nel Draft NFL 2018 e una scelta tra le prime cinque del primo giro. Il 26 aprile 2018 fu scelto come quinto assoluto nel Draft NFL 2018 dai Denver Broncos. Debuttò come professionista partendo come titolare nella gara vinta del primo turno contro i Seattle Seahawks in cui mise a segno 3 tackle e un sack condiviso su Russell Wilson. Nel sesto turno disputò la prima gara di alto livello mettendo a segno 3 sack su Jared Goff dei Los Angeles Rams. Alla fine di ottobre fu premiato come miglior rookie difensivo del mese in cui mise a segno 14 tackle, 5 sack e forzò un fumble. La sua annata, dopo una partenza lenta, si chiuse con 60 tackle e 12 sack, venendo inserito nella formazione ideale dei rookie dalla Pro Football Writers Association.
Nel quarto turno della stagione 2019 Chubb si ruppe il legamento crociato anteriore, chiudendo la sua stagione.
Nel 2020 Chubb fu convocato per il suo primo Pro Bowl (non disputato a causa della pandemia di COVID-19) dopo avere messo a segno 42 placcaggi e 7,5 sack.
I Broncos esercitarono l'opzione per un quinto anno nel contratto di Chubb il 30 aprile 2021, che gli avrebbe garantito un contratto di 12,72 milioni di dollari per la stagione 2022. Il 22 settembre 2021 fu inserito in lista infortunati dopo essersi sottoposto a un intervento chirurgico a una caviglia. Tornò nel roster attivo il 27 novembre. Chiuse la stagione con 7 presenze, tutte come titolare, con 21 placcaggi, un intercetto e 2 passaggi deviati.

### Miami Dolphins
Il 1 novembre 2022 Chubb fu scambiato con i Miami Dolphins per il running back Chase Edmonds, una scelta del primo giro del Draft 2023 e una del quarto giro del Draft 2024. Con la nuova squadra procedette a firmare un nuovo contratto quinquennale del valore di 110 milioni di dollari, inclusi 63,2 milioni garantiti. A fine stagione fu convocato per il suo secondo Pro Bowl al posto dell'infortunato Khalil Mack dopo avere messo a segno 8 sack (5,5 con i Broncos e 2,5 con i Dolphins).
Nel quindicesimo turno della stagione 2023, Chubb contribuì alla vittoria per 30-0 sui New York Jets con 7 placcaggi (di cui 2 con perdita di yard), 3 sack e 2 fumble forzati, venendo premiato come miglior difensore della AFC della settimana.

## Palmarès
- Convocazioni al Pro Bowl: 2

2020, 2022
- Difensore della AFC della settimana: 1

15ª del 2023
- Rookie difensivo del mese:

ottobre 2018
- Leader della NFL in fumble forzati: 1

2023
- PFWA All-Rookie Team - 2018